# Арто III (граф Верхнего Пальярса)
Арто III (исп. Artaud III de Pallars Sobirà), Артальдо III (Artaldo III; ок. 1110 — ок. 1167) — граф Верхнего Пальярса (Пальярс Собира) с 1124 года. Старший сын Арто II и его жены Альдонсы Перес де Тордесильяс.

## Биография
В молодости попал в плен к Альморавидам в результате их набега на каталонские земли и около года провёл в заключении в Сарагосе.
В 1130 году женился на женщине по имени Агнес, происхождение которой не выяснено. От неё дети:
- Арто IV (ум. 1182), граф Пальярс Собира
- Агнес, муж — Раймонд, сеньор д’Эрил.

После смерти первой жены (1135) Арто III в том же году женился на Химене II д’Алагон. От неё сын:
- Паласин I, сеньор д’Алагон.

В 1140 году получил от арагонского короля Раймонда Беренгара IV Барселонского сеньорию Собрадиэль, ранее принадлежавшую виконту Беарна Гастону IV.
Умер между 1158 и 1167 годами.